# Qarni-Lim
Qarni-Lim fou rei d'Andarig.
Consta uns queixa seva al governador de Qattunan pels robatoris de ramats. Era a Hubdalum quan les forces d'Eshnunna operaven a Nagibum. Es va aliar amb Zimrilim de Mari i a Sharraya de Razama i el primer rei el va convidar a anar a Mari perpo quan li va demanar tropes les va refusar. Va enfrontar als reis de Kurda i de Kahat i va quedar aïllat a Mariyatum. Va lliurar diversos combats contra Hammu-Rabi de Kurda, i juntament amb Sharraya va ocupar Mardaman.
Zimrilim no el va poder salvar i el va succeir Atamrum.